# Korogoniánika
Korogoniánika (en grec moderne : Κορογονιάνικα) est un village du dème du Magne-Oriental, dans le district régional de Laconie, en Grèce

## Géographie
Korogoniánika appartient à la communauté locale de Lágia au sud-est du Magne et est situé sur un plateau entre l'isthme reliant le cap Matapan et le village de Lágia.